# Тюгясирский наслег
Тюгясирский наслег — сельское поселение в Эвено-Бытантайский национальный улус Якутии Российской Федерации.
Административный центр — село Батагай-Алыта.

## История
Статус и границы сельского поселения установлены Законом Республики Саха (Якутия) от 30 ноября 2004 года N 173-З N 353-III «Об установлении границ и о наделении статусом городского и сельского поселений муниципальных образований Республики Саха (Якутия)»

## Население
| 2002  | 2010  | 2011  | 2012  | 2013  | 2014  | 2015  |
| ----- | ----- | ----- | ----- | ----- | ----- | ----- |
| 1722  | ↗1832 | ↗1833 | ↘1809 | ↘1798 | ↘1796 | ↗1829 |
| 2016  | 2017  | 2018  | 2019  | 2020  | 2021  |       |
| ↘1817 | ↗1818 | ↗1835 | ↗1861 | ↗1877 | ↗1953 |       |

## Состав сельского поселения
| № | Населённый пункт | Тип населённого пункта       | Население |
| - | ---------------- | ---------------------------- | --------- |
| 1 | Батагай-Алыта    | село, административный центр | ↗1953     |